# Montalto delle Marche
Montalto delle Marche är en liten ort och kommun i provinsen Ascoli Piceno i Marche i Italien. Kommunen hade 2 037 invånare (2018) och gränsar till kommunerna Carassai, Castignano, Cossignano, Monte Rinaldo, Montedinove, Montelparo och Ortezzano.